# Ernst Winar
Ernst Winar (Leiden 3 september 1894 – aldaar 28 juni 1978) was een Duits-Nederlands acteur en filmregisseur.

## Biografie
Winar werd in Leiden geboren uit een Duits gezin als Wilhelm Joseph Carl Eichhoff. Na de lagere school begon hij een opleiding in Duitsland als ingenieur, maar na het uitbreken van de Eerste Wereldoorlog brak hij deze studie af. Hij sloot zich aan bij de Filmfabriek Hollandia in Haarlem eigenlijk als manusje-van-alles. Hij assisteerde, was regisseur en debuteerde als acteur met een bijrol in de film Majoor Frans (1916). Hij verscheen dan ook meestal in een bijrol of als figurant. Winar begaf zich ook op toneelgebied, hij sloot zich een korte tijd aan bij het Bouwmeester-theater.
Hij waagde zich ook aan de literatuur; in 1920 verscheen de roman Peccavi...???, die Winar samen met collega-acteur Adolphe Engers had geschreven.
Winar trouwde met de Engelse Dorothy Nicolette Pettigrew, die onder de naam Colette Brettel in Duitsland actief was als filmactrice. Ook Winar ging in Duitsland als acteur werken. Als acteur kreeg hij zijn eerste hoofdrol in Zirkus Renz (1927) van de Oostenrijkse regisseur Wolfgang Neff. Ook volgde hij aan de filmschool van Terra Film in Berlijn een opleiding tot regisseur. In 1923 regisseerde hij zijn eerste film, Der Mann im Hintergrund. In 1924-1925 verbleef hij samen met zijn vrouw in het Verenigd Koninkrijk.
Begin jaren dertig kwam hij terug naar Nederland. Hij tekende bij de Cinetone Studio's en maakt vervolgens de films De kribbebijter (1935) en Op stap (1935) met Louis Davids in de hoofdrol. Winar was bij Cinetone een van de weinige regisseurs die het filmvak van regisseren onder de knie had en zou van grote invloed zijn in de jaren veertig en vijftig, toen het verschijnen van een Nederlandse film betrekkelijk zeldzaam was.
Na de Tweede Wereldoorlog verlegde Winar zijn interesse naar het maken van kinderfilms, zoals Dik Trom en zijn dorpsgenoten (1947) en Vier Jongens en een Jeep (1955). In deze film was hij voor het laatst te zien als acteur en dit was tevens zijn laatste regie van een lange speelfilm. In de jaren zestig begeleidde Winar de jonge filmmaker Paul Verhoeven als editor en co-schrijver voor diens korte film Eén hagedis teveel (1960) en de documentaire Het Korps Mariniers (1965).
Winar overleed in 1978 op 83-jarige leeftijd in zijn geboorteplaats.

## Films

### Als acteur
- 1916: La Renzoni
- 1916: Majoor Frans
- 1917: Gloria Transita
- 1917: Ulbo Garvema
- 1918: De kroon der schande
- 1918: Pro Domo .... Prins
- 1918: Toen 't licht verdween
- 1918: Oorlog en vrede - 1914
- 1918: Oorlog en vrede - 1916
- 1918: Oorlog en vrede - 1918
- 1919: De duivel in Amsterdam
- 1919: Een Carmen van het Noorden
- 1920: Die Benefiz-Vorstellung der vier Teufel
- 1920: Fate's Plaything aka Verborgen levens
- 1920: Wat eeuwig blijft
- 1920: Die Präriediva
- 1921: Am roten Kliff .... Tammo Kohrsen
- 1921: Aschermittwoch
- 1921: Der Erbe der van Diemen
- 1921: Der Flug in den Tod
- 1921: Der Liebling der Frauen
- 1923: Wettlauf ums Glück
- 1923: Zwischen Flammen und Bestien
- 1924: Komödie des Herzens .... Knud
- 1924: Gefährliche Freundschaft
- 1924: Die Millionenkompagnie
- 1925: Die große Gelegenheit
- 1925: Die Kleine vom Bummel .... Herrenreiter
- 1925: Das stolze Schweigen
- 1925: Die da unten
- 1926: Aus des Rheinlands Schicksalstagen .... René Clavignac - Franse kapitein
- 1926: Wenn Menschen irren. Frauen auf Irrwegen
- 1926: Die Wacht am Rhein
- 1926: Sünde am Weibe
- 1927: An der Weser (hier hab' ich so manches liebe Mal...)
- 1927: Der fesche Erzherzog
- 1927: Zirkus Renz
- 1929: Was eine Frau im Frühling träumt .... Tom Braun, filmregisseur
- 1930: Die heiligen drei Brunnen
- 1955: Vier Jongens en een Jeep
- 1971: Toen
- 1975: Volk en vaderliefde

### Als regisseur
- 1922: De man op den achtergrond
- 1922: Flappy als Primaballerina (korte film)
- 1922: Flappy hat einen Fimmel (korte film)
- 1922: Flappy als Badegast (korte film, regie)
- 1927: § 182 minderjährig
- 1927: Das Haus am Krögel
- 1927: Der Neffe aus Amerika
- 1927: Wochenend wider Willen
- 1927: Wochenendbraut
- 1928: Der Hafenbaron
- 1933: Hollandsch Hollywood
- 1934: Cabaretalbum
- 1935: De kribbebijter
- 1935: Op stap
- 1942: De laatste dagen van een eiland
- 1947: Dik Trom en zijn dorpsgenoten
- 1948: Vijftig jaren
- 1949: Trouwe kameraden
- 1950: Kees, de zoon van de stroper
- 1955: Vier Jongens en een Jeep